# Estadi de la Nova Creu Alta
Estadi de la Nova Creu Alta – stadion piłkarski w Sabadell, w Hiszpanii. Został otwarty 20 sierpnia 1967 roku. Swoje mecze rozgrywa na nim klub CE Sabadell FC. W 1992 roku na obiekcie rozegrano sześć spotkań fazy grupowej turnieju piłkarskiego na igrzyskach olimpijskich w Barcelonie.